# 楚斯馬斯豪森戰役
楚斯馬斯豪森戰役發生於1648年5月17日，是三十年戰爭末期的一場戰役，法國和瑞典組成的联军與神圣罗马帝国的部隊在奧古斯堡地区进行戰鬥。这场战役的结果為新教联军勝利，而神圣罗马帝国的部队損失慘重。
法国部队由蒂雷納子爵率领，战斗起初俘获对方几支炮兵部队，接着与瑞典军队会师。法瑞联军在会师后达到二万一千人，而神圣罗马帝国部队為一万五千人。
这场战役是三十年战争的落幕战争之一。其影响包括：进一步削弱哈布斯堡君主国以及神圣罗马帝国的实力，以及揭开法国作为欧洲新霸主的序幕。

## 註腳
1. 1 2 3  Ericson Wolke, Lars m.fl.: Trettioåriga kriget - Europa i brand 1618-1648, sid. 174-175, Historiska Media, Lund 2006, ISBN 91-85377-37-6.
2. 1 2  Grant 2017，第344頁.
3. ↑  Höfer 1998，第195頁.